# Lavandera (oficio)

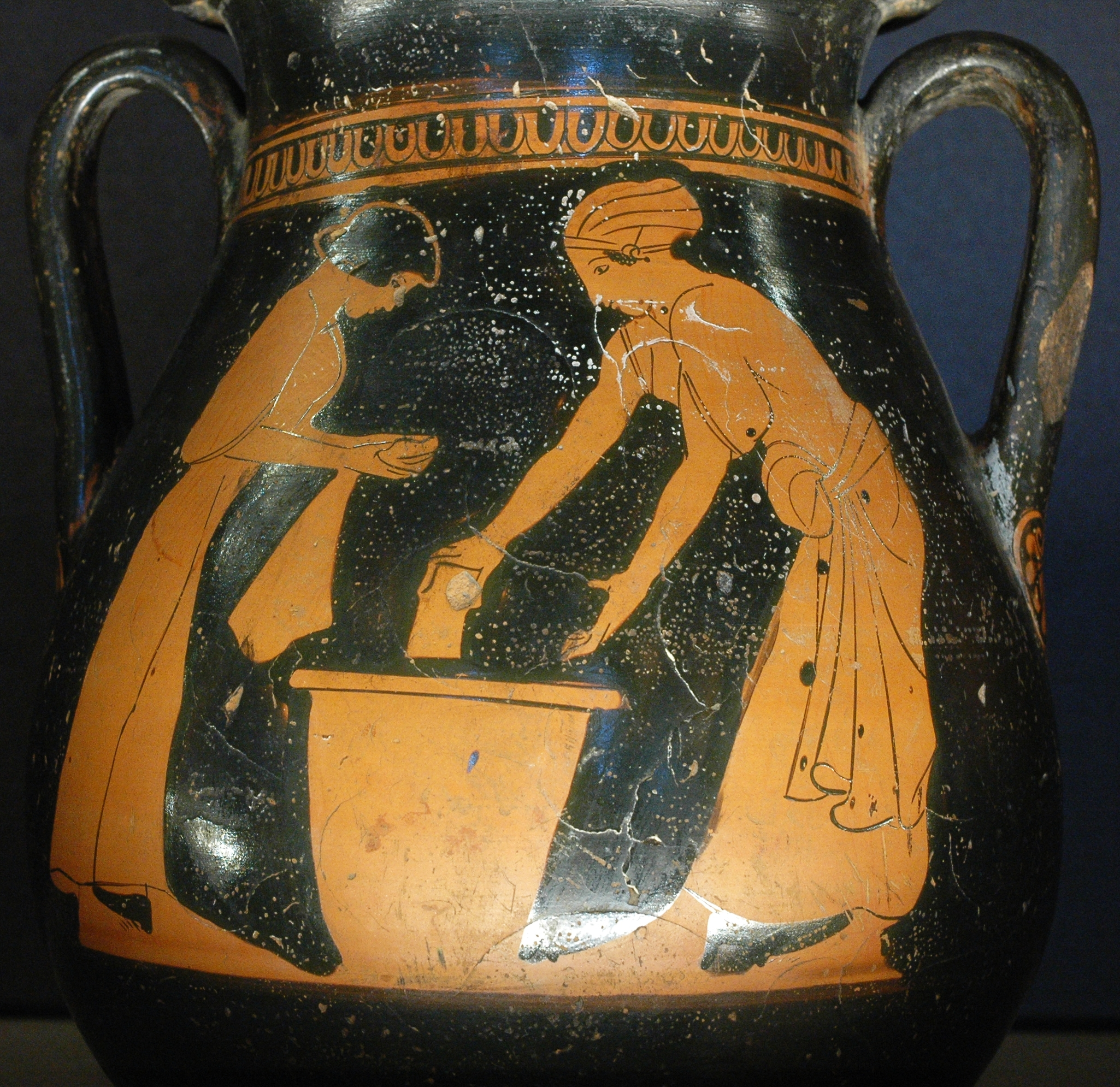
Mujeres lavando ropa en una vasija griega atribuida a Pan, artista ático de la cerámica de figuras rojas activo en el círculo de los llamados manieristas entre 480 y 450 a. C.. Museo del Louvre.

Una lavandera es la mujer cuyo oficio es el lavado de ropa. Mencionadas ya en la Biblia, y asociada su tarea de forma tradicional al ama de casa, como oficio casi exclusivo de la mujer tuvo especial desarrollo durante los siglos xix y xx. Aunque desaparecido prácticamente como oficio en la sociedad occidental y occidentalizada, continúa ocupando a un sector importante de las mujeres del tercer mundo y aún en los países más desarrollados se conserva como ocupación por horas retribuida.
Las lavanderas han sido también motivo de una extensa iconografía pictórica y escultórica, con puntuales apariciones en la obra de maestros como Francisco de Goya, Toulouse-Lautrec o Gaudí. El tema, desaparecido como motivo pictórico en la segunda mitad del xx, continúa representándose en composiciones escultóricas de casi todo el mundo. 

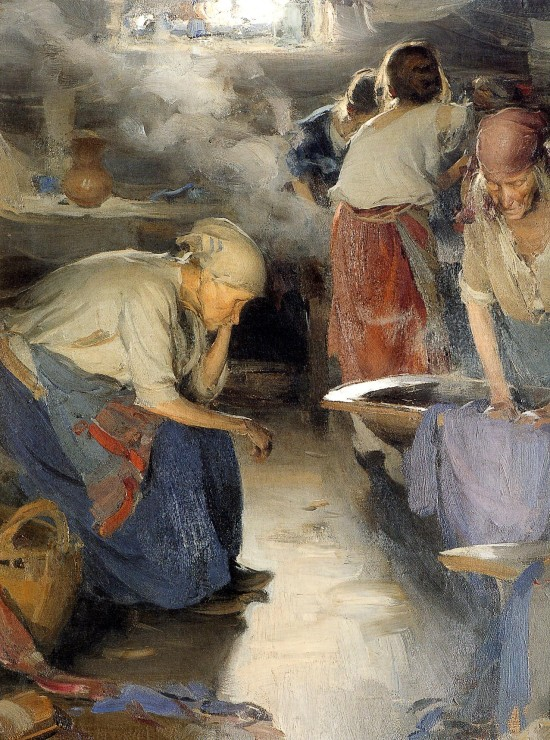
Las lavanderas esenciales del pintor ruso Abram Arkhipov (hacia 1883). Galería Tretiakov de Moscú.

## En la historia
Un clásico en la distribución de los llamados “oficios tradicionales de la mujer”, presente en algunos ritos populares de la tradición simbólica de Occidente desde el Renacimiento,
 la Revolución industrial multiplicó el espectro sociológico del trabajo de lavandera, y generó un modelo de oficio femenino subsidiario de la prosperidad de las clases burguesas.

### Las lavanderas de Borrow
El «cortesano, aventurero e iluminado» viajero inglés George Borrow, conocido en España como Jorgito el inglés, en el relato de sus andanzas como vendedor de biblias en caló por la España de la primera mitad del siglo diecinueve (1836-1840), describe de forma emotiva su encuentro con las lavanderas del río Guadiana, en la raya de Portugal, entre Elvas y Badajoz: 

Desde gran distancia oí cantar a las lavanderas, y el tema de sus cánticos parecía ser las alabanzas del río en que estaban descrimándose, porque al acercarme oí distintamente: Guadiana, Guadiana, repetido a coro por muchas mujeres, las unas mozas, las otras de edad, de mejillas tostadas, cuyas voces fuertes y claras multiplicaba el eco.../...mientras se quemaban el rostro en la orilla del río para blanquear las ropas de gentes que desconocían.
La Biblia en España (1843)

Fueron lavanderas las madres de Stalin, del político español Pablo Iglesias, y del escritor danés Hans Christian Andersen, entre otros.

## Lavanderas de oficio

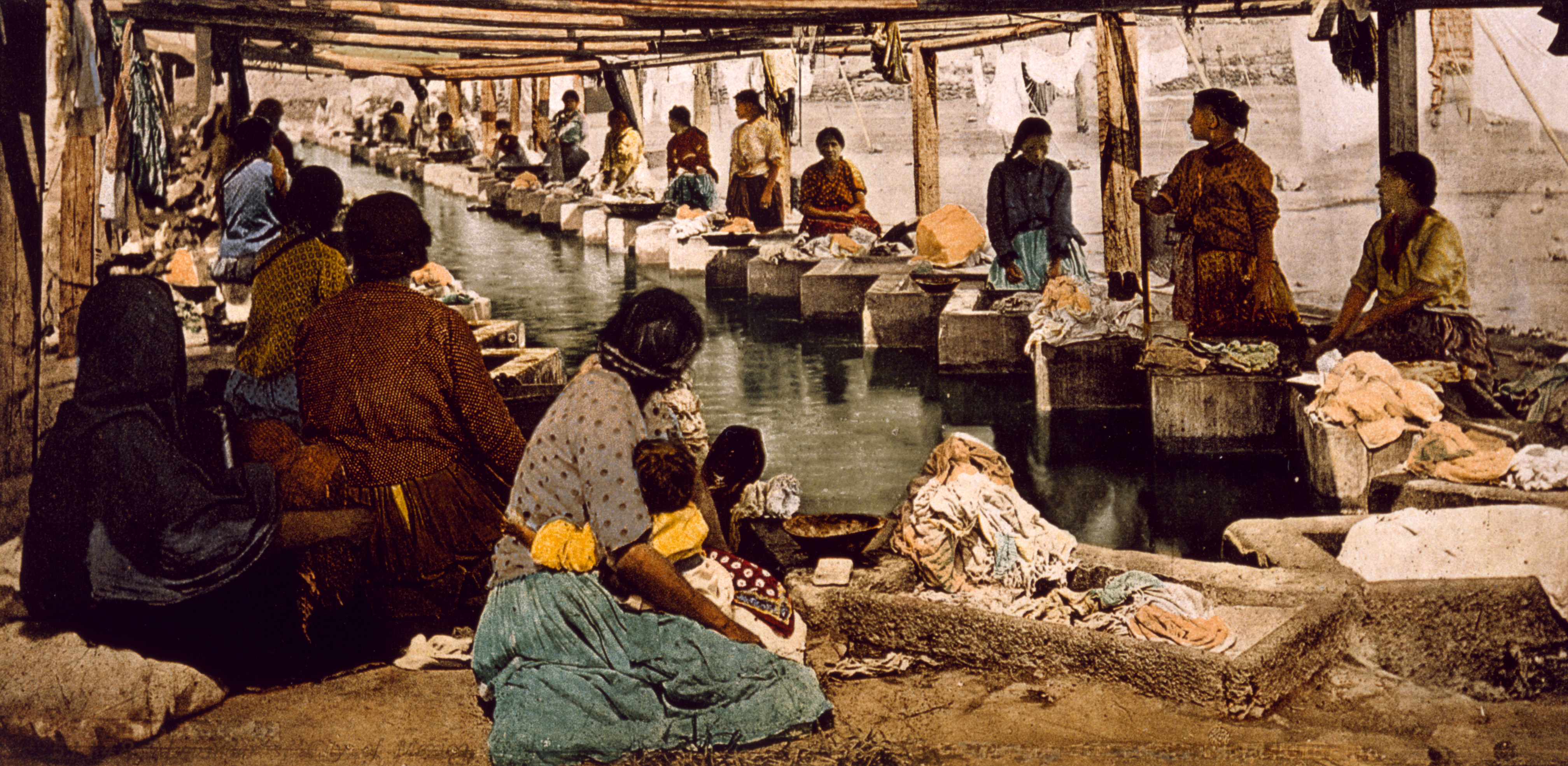
Mujeres en un lavadero de Ciudad de México hacia 1900, fotografiadas por William Henry Jackson.

Grandes capitales como París, Lisboa, Madrid, Roma o Buenos Aires, han contado con importantes sectores laborales dedicados al oficio del lavado sistemático de la ropa, formando grupos sociales marginados que por lo general carecieron de organización gremial o sindical.

### El oficio y las herramientas
El oficio de lavandera requiere cinco operaciones básicas en el proceso del lavado de la ropa, además de la tarea previa de clasificación de las prendas por tejidos, colores, calidad, grado de suciedad, etc.:
1. La primera operación que facilitará luego la eliminación de manchas y suciedad, es el remojado ("dejar la ropa en remojo"). Aquí comienza ya a ser importante la calidad y propiedades del agua. La lavandera doméstica puede disponer de otras ventajas o complementos, como calentar el agua para el remojo, que hará más fácil el lavado a mano (aunque el contraste calor-frío puede producir irritaciones cutáneas como los sabañones).
2. La segunda operación, asociada a la primera del remojado, es la solución en una capa de cenizas.
3. La tercera operación será el vertido de agua hirviendo sobre las cenizas. Este proceso libera sus álcalis o potasio soluble en agua caliente y lo filtra lentamente hasta el fondo de la pila de lavado, o el recipiente utilizado. Cuando la lavandera podía permitírselo, recogía (recuperaba) el agua de este proceso y volvía a calentarla y echarla de nuevo sobre la colada. Con el descubrimiento de la pastilla de jabón (de fabricación casera a partir del aceite, o de producción comercial industrial), a medida que avanzó el siglo XIX, se incluiría en algunos pasos de este proceso el añadido .solución de la colada con añil, o la utilización de lejías para determinados tejidos blancos.
4. La cuarta operación tras un primer aclarado, será el restregar, golpear y frotar determinadas zonas de las prendas sobre la tabla de lavado (o las piedras del río en los casos más primitivos). Nuevo enjabonado y el correspondiente enjuague darán paso, tras verificar la limpieza y blancura de la ropa, a un opcional frotado con trapos o bolsitas conteniendo ceniza, tras lo cual se enjuaga y se escurre la colada varias veces.
5. La quinta operación requeriría el uso de una máquina de rodillos que permite el giro de y la torsión de los tejidos más gruesos. A este proceso puede añadirse el uso de un batidor de madera para exprimir tanto como sea posible la colada. Bien escurrida, la ropa todavía húmeda se traslada en una cesta o una carretilla hasta el lugar de secado.

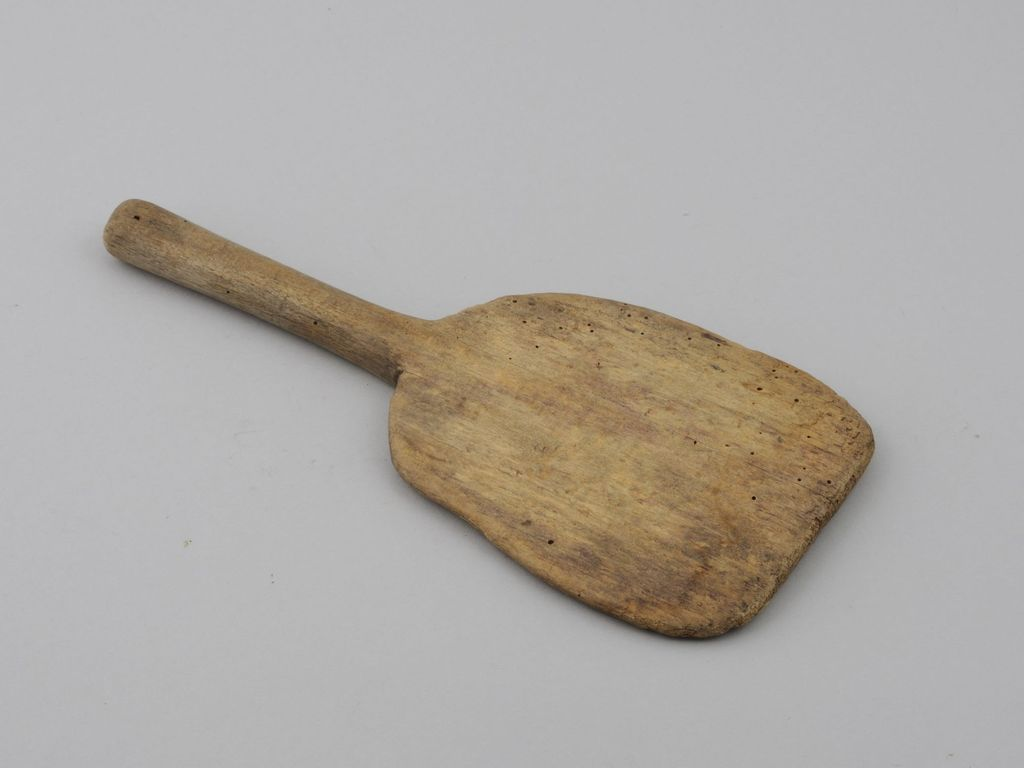
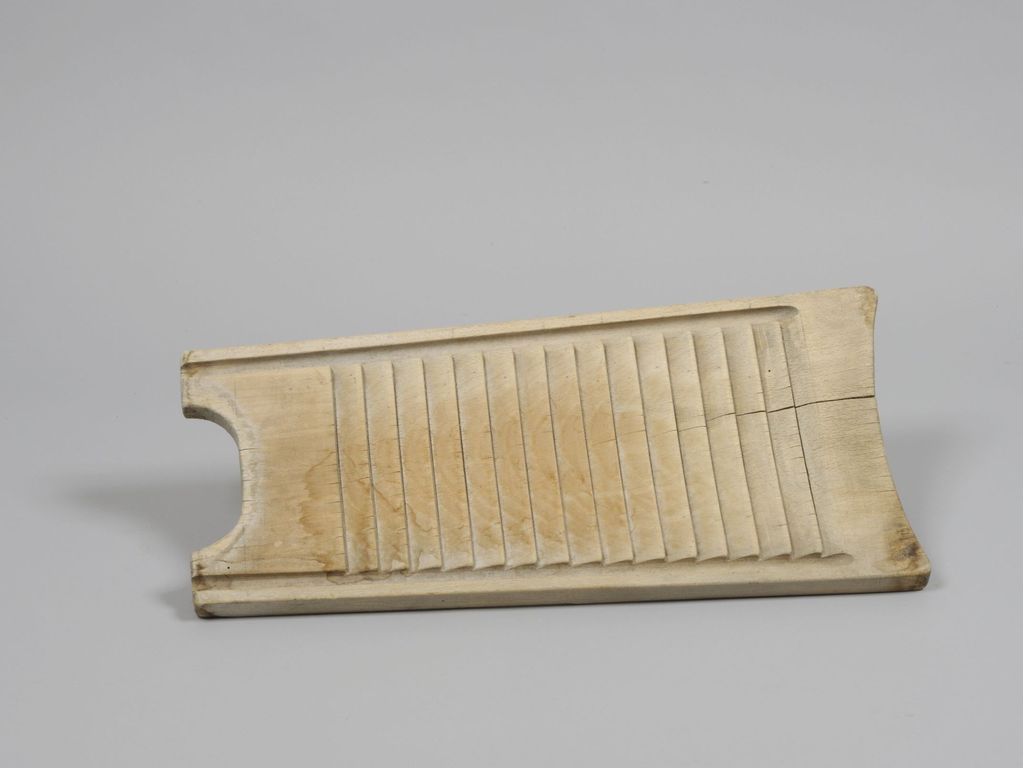
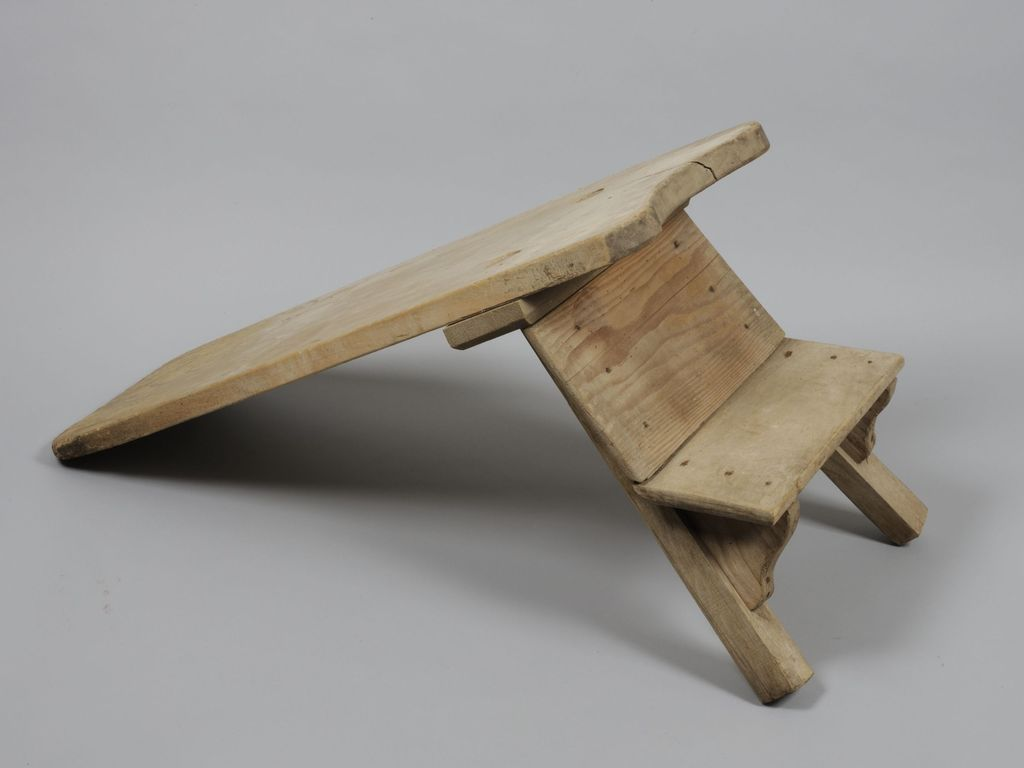
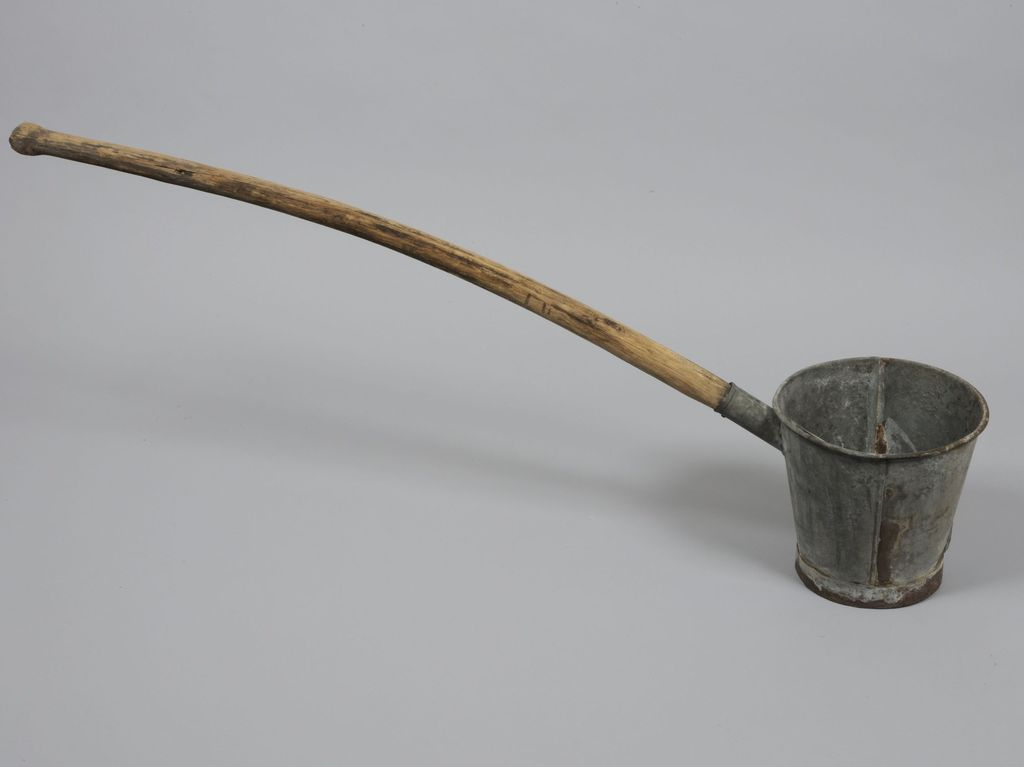

Otras dos operaciones subsiguientes al lavado de la ropa, eran el secado y plegado de las ropas y su traslado a los domicilios que hubieran contratado los servicios de la lavandera. Estos portes podían ser realizados por muchachos u hombres, muchas veces hijos, hermanos y maridos o amancebados de las lavanderas. En conjunto, todo el proceso era remunerado con cantidades irrisorias.

### Les blanchisseusesparisinas
El Sena, lavadero público de la capital francesa durante siglos, fue marco y escenario de una singular página de la mujer obrera francesa en la vida cotidiana y el entramado social del París de los siglos xviii y xix. Los populares «bateaux-lavoirs» (‘barcos-lavadero’) concentraron la actividad de las lavanderas de oficio, dentro de un fenómeno preindustial que había crecido como alternativa masiva a la lavandera doméstica de siglos anteriores. La lavandera idealizada por Greuze, se consolidó como un estamento gremial que, lejos de conseguir derechos laborales, tuvo su máxima gloria en la llamada marcha de las lavanderas durante el carnaval parisino y la elección de la Reina de las Lavanderas.

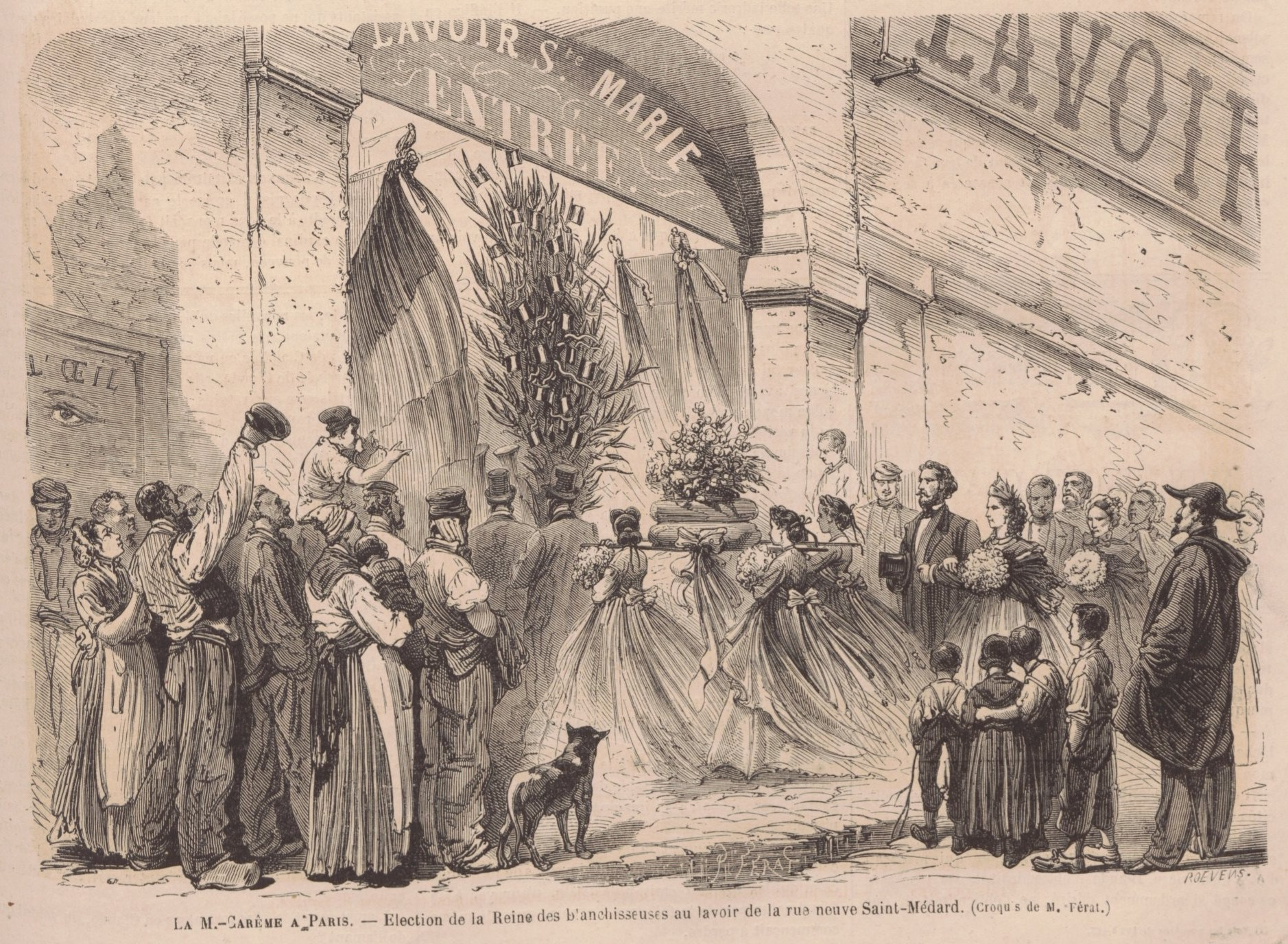
Elección de la Reina de las Lavanderas en el gran «lavoir» de la «rue neuve Saint-Médard», en 1866.

Antes de 1871, el novelista y comunero Jules Vallès contaba alrededor de ciento veinte 'barcos-lavadero', además de los lavaderos públicos y gratuitos y las ochenta barcazas del canal Saint-Martin. Como en otras grandes capitales del mundo occidental, las lavanderas parisinas y los «bateaux-lavoirs» desaparecieron a lo largo del primer cuarto del siglo xx. De su presencia en la llamada Mi-Carême ha quedado una colorista fiesta de vocación feminista.
Una a menudo idealizada iconografía de las lavanderas parisinas puede contemplarse en el Museo de Orsay contrastando quizá con las lavanderas rurales arlesianas pintadas por Gauguin.

### Los lavaderos del Manzanares
Por su parte, el río Manzanares, de tan menguado caudal que desde el siglo xvii viene presentado como «aprendiz de río», también sirvió de escenario a campamentos de lavanderas, cuyos tendederos sirvieron de motivo pictórico recurrente a muy diversos pintores a lo largo de tres siglos y luego a maestros pioneros de la fotografía. Tras estas visiones (amables, casi bucólicas, en el caso de Goya, o descriptivas) queda noticia oficial de una realidad muy distinta, como puede deducirse del Decreto de 1790, en el que se dictan estas ordenanzas:

LAVANDERAS. Las que concurren al río Manzanares se matriculen, y se hace responsable a los dueños arrendatarios o administradores de los Lavaderos de los excesos que se cometieren en ellos, si fueren omisos en dar cuenta, y se manda no permitan que en sus casas y barracas se hospeden gentes ociosas y mal entretenidas. Por auto acordado de los Señores de la Sala Plena de 21 de mayo de 1790".

Al final del siglo xix, los censos dan noticia de un centenar de lavaderos y casi cuatro mil lavanderas. En 1871, la reina María Victoria, esposa de Amadeo de Saboya dispuso la creación de un Asilo de Lavanderas atendido por las Hijas de la Caridad, cercano al río, en la glorieta de San Vicente, donde las que ejercían este oficio podían "dejar a sus hijos menores de cinco años", mientras ellas trabajaban; con un pequeño hospital de seis camas para las accidentadas.

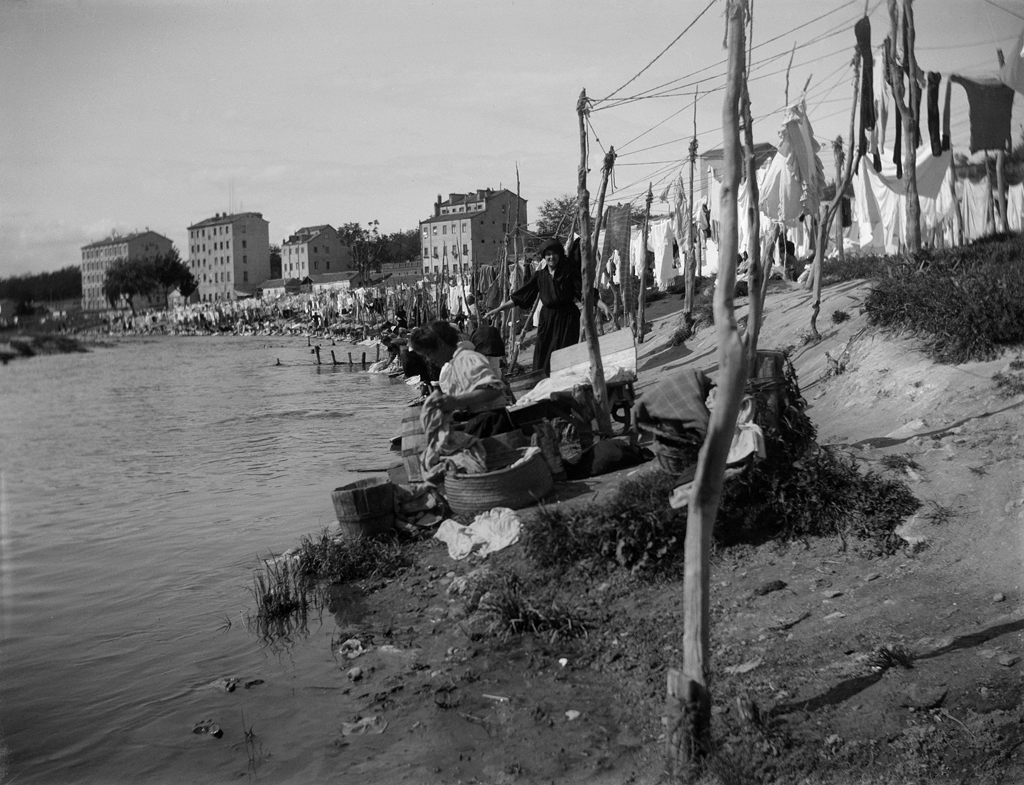
Los lavaderos del Manzanares, fotografiados por Baldomero Gili hacia 1915 (fondos del Museo de Arte Jaime Morera).

La mayoría de los lavaderos ocupaban ambas riberas del Manzanares, entre el Puente de Segovia y el Puente de Toledo , distribuidos con denominaciones casi oficiales como Lavadero de la Cruz, Lavadero de la Soledad, o Lavadero de San Juan de Dios, entre los más populares y populosos. Este impresionante conjunto subindustrial fue destruido durante la guerra civil española y recuperado como casa de caridad en 1944 (en su nuevo emplazamiento en la intercesión del Paseo Imperial con el Paseo de los Pontones), hasta principios de la década de los sesenta; abandonado durante dos décadas, se dispuso la rehabilitación del edificio en 1980.
Tanto las lavanderas como los lavaderos del Madrid histórico tienen representación, junto a las de otras geografías, en el Museo del Prado, con obras como el idílico cartón de Goya (1780), o el óleo costumbrista de Eusebio Pérez Valluerca, junto a otras representaciones del tema en otros ríos y parajes.

### “Lavanderas Unidas”

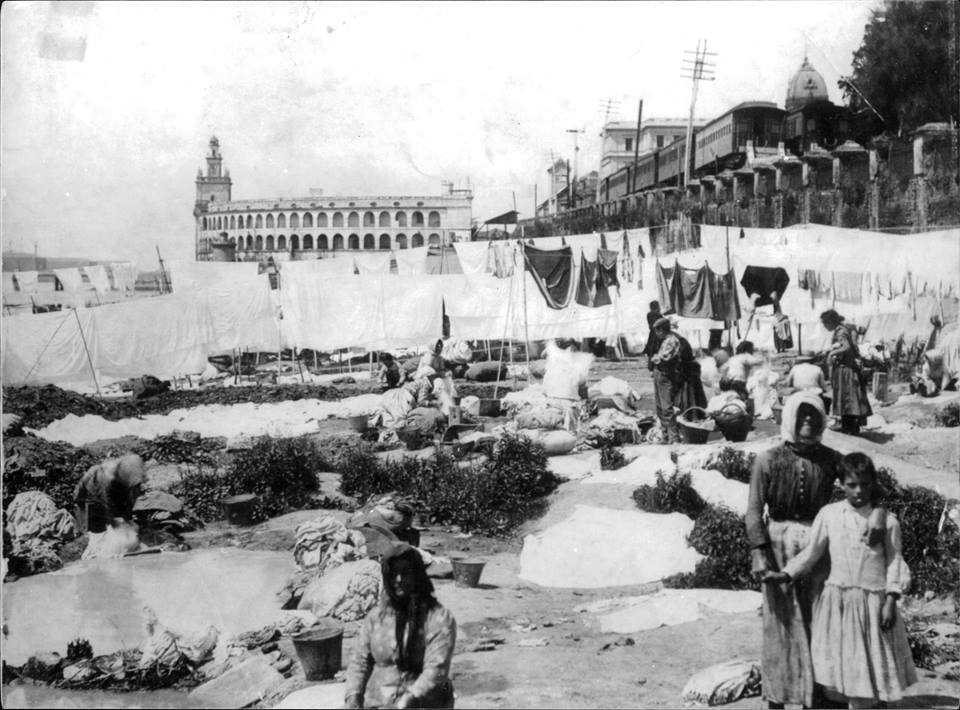
Lavanderas del Buenos Aires de 1880, en una foto del Archivo General de la Nación Argentina.

Tal era el nombre del local (especie de asociación sindical socialista) que, al final de la avenida Pueyrredón en Buenos Aires, albergaba una especie de sindicato de este y otros oficios, y que, ya al comienzo de la década de 1920, tanto impresionó a la poetisa Alfonsina Storni, y que en la narración de la poetisa, entonces muy joven, queda determinada por su sorpresa al penetrar en un local gremial donde la práctica totalidad de los seres humanos que allí había eran «negros y mulatos», en su mayoría mujeres, y que la llevó a escribir el poema Tu me quieres blanca.
El local de las Lavanderas Unidas, puede enunciarse como uno más de los muchos episodios que relatan la historia de uno de los gremios más duros y masivos entre las mujeres y obreras de la ciudad de Buenos Aires en la segunda mitad del siglo xix, drama común a otras metrópolis iberoamericanas, como la vecina Montevideo y las lavanderas de Pocitos, Punta Carretas, arroyo Malvin, arroyo de la Estanzuela o playa Ramírez, protagonistas de innumerables documentos fotográficos, pintadas por Faustino Brughetti, cantadas por el tanguista Raúl Berón, estudiadas por Alberto Moroy y homenajeadas después en los callejeros de sus ciudades.

## En el arte

### En la literatura
Como personajes bien definidos por su oficio y condición humana, las lavanderas aparecen en pleno Siglo de Oro de la mano de autores como escritas por Lope de Vega que les dedica espacio de protagonistas en las Rimas humanas y divinas del licenciado Tomé de Burguillos, en la persona de una lavandera del río Manzanares, de nombre Juana –como la esposa de Lope, muerta en 1613–. También las describe Lope en su comedia La moza de cántaro (1618) con estas octavas reales: 

Tomé el jabón con tanto desvarío 
para lavar de un bárbaro despojos,
que hasta los paños me llevaba el río,
mayor con la creciente de mis ojos.
Cantaban otras con alegre brío,
y yo, Leonor, lloraba mis enojos;
lavaba con los mesmo que lloraba
y al aire de suspiros lo enjuagaba.

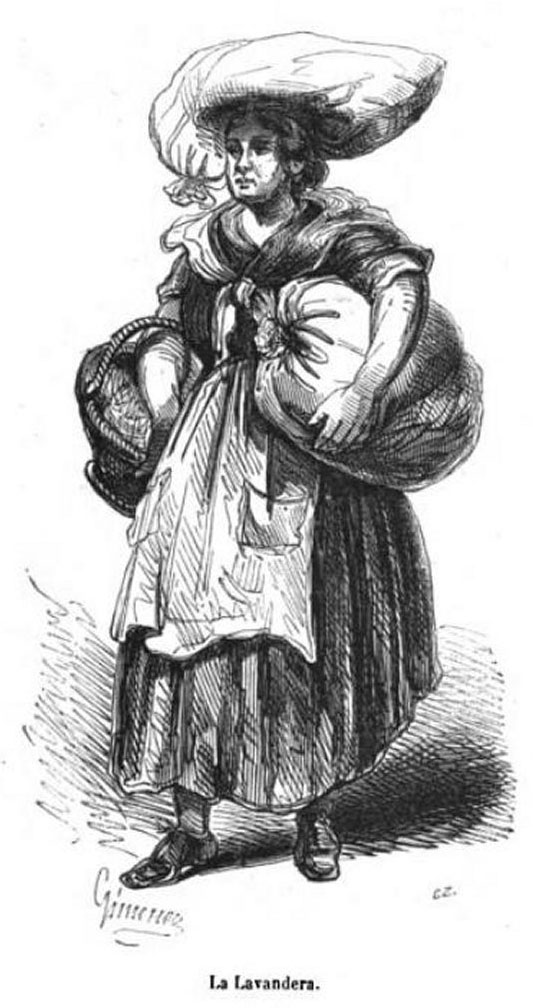
Grabado de "La lavandera", en Los españoles pintados por sí mismos (ed. 1851).

Asimismo fue atractivo personaje en la narrativa del siglo xix, tanto para los escritores del costumbrismo español como para los novelistas del llamado realismo social, generando una variada galería de tipos y temática. Entre los primeros, puede citarse el capítulo que en Los españoles pintados por sí mismos, se le dedica a las lavanderas del río Manzanares en la capital de España ("desde Pórtici al embarcadero del Canal"), escrito por Bretón de los Herreros, que las diferencia en "públicas" y "privadas" o "domésticas" —al parecer con intención humorística, es decir, sin rigor o intención enciclopédica—, y que glosa y describe según su país de origen, por ejemplo, a las guipuzcoanas las presenta así:

En otras provincias las funciones de las Lavanderas son prosaicas en estremo, pero allí...., ¡allí hay poesía! No me atreveré á comparar á aquellas criaturas, (hablo de las jóvenes; ¿quién mira á una vieja?... ¡y desnuda!) no me atreveré, digo, á compararlas con Diana y su séquito en el baño, no con Anfititre y su corte en sus diáfanos camarines; pero algunas de esas mugeres-peces, especialmente si son ciudadanas de Azpeitia y Azcoitia, bien pudieran entrar en parangon con las náyades fabulosas.
Bretón de los Herreros

Añadirá el escritor que no obstante, la lavandera del Manzanares iguala en defectos a las del Guadalquivir en Sevilla y las del Ebro en Zaragoza.
Ya en la segunda mitad del xx, pueden leerse detalladas descripciones de escritores como Arturo Barea, que rinde homenaje al oficio de lavandera cuando describe los trabajos de su madre en la primera entrega de la novela autobiográfica La forja de un rebelde.

### En el arte
Las lavanderas fueron representadas por pintores naturalistas como Daumier (1863), impresionistas básicos como Pierre-Auguste Renoir, simbolistas como Paul Gauguin o Santiago Rusiñol, inclasificables como Prilidiano Pueyrredón, Andrés de Santa María, José Gutiérrez-Solana, o paisajistas, como Eugène Boudin, Aureliano de Beruete, Martín Rico Ortega o Casimiro Sainz, además de una larga lista de pintores costumbristas de distintas nacionalidades, culturas y continentes.

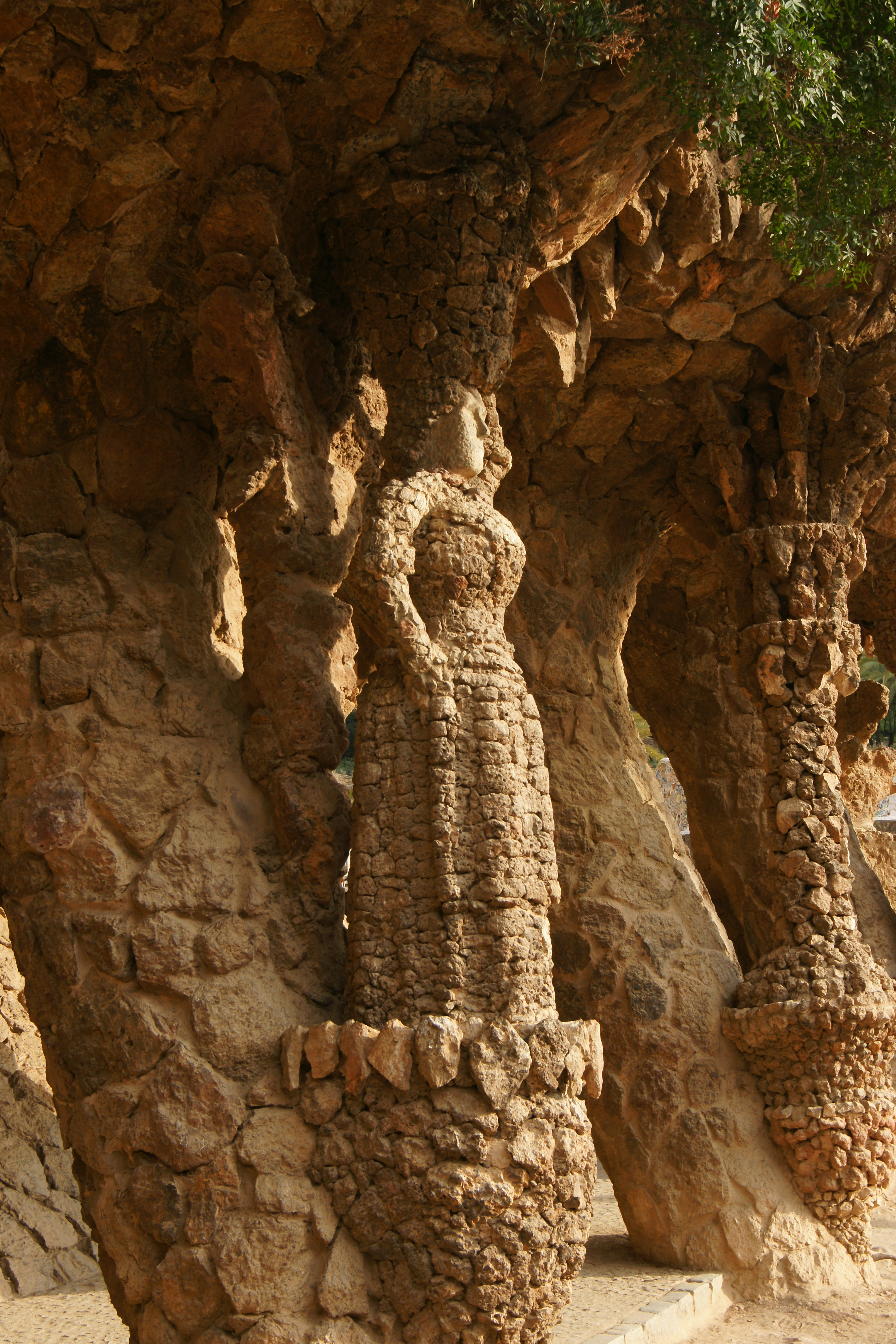
Pórtico de la lavandera, en el Parque Güell de Barcelona.

En el campo de la arquitectura mural, puede reseñarse las lavanderas diseñadas por Le Corbusier en 1928; o la cariátide de Gaudí para el pórtico de la lavandera en el Parque Güell de Barcelona.

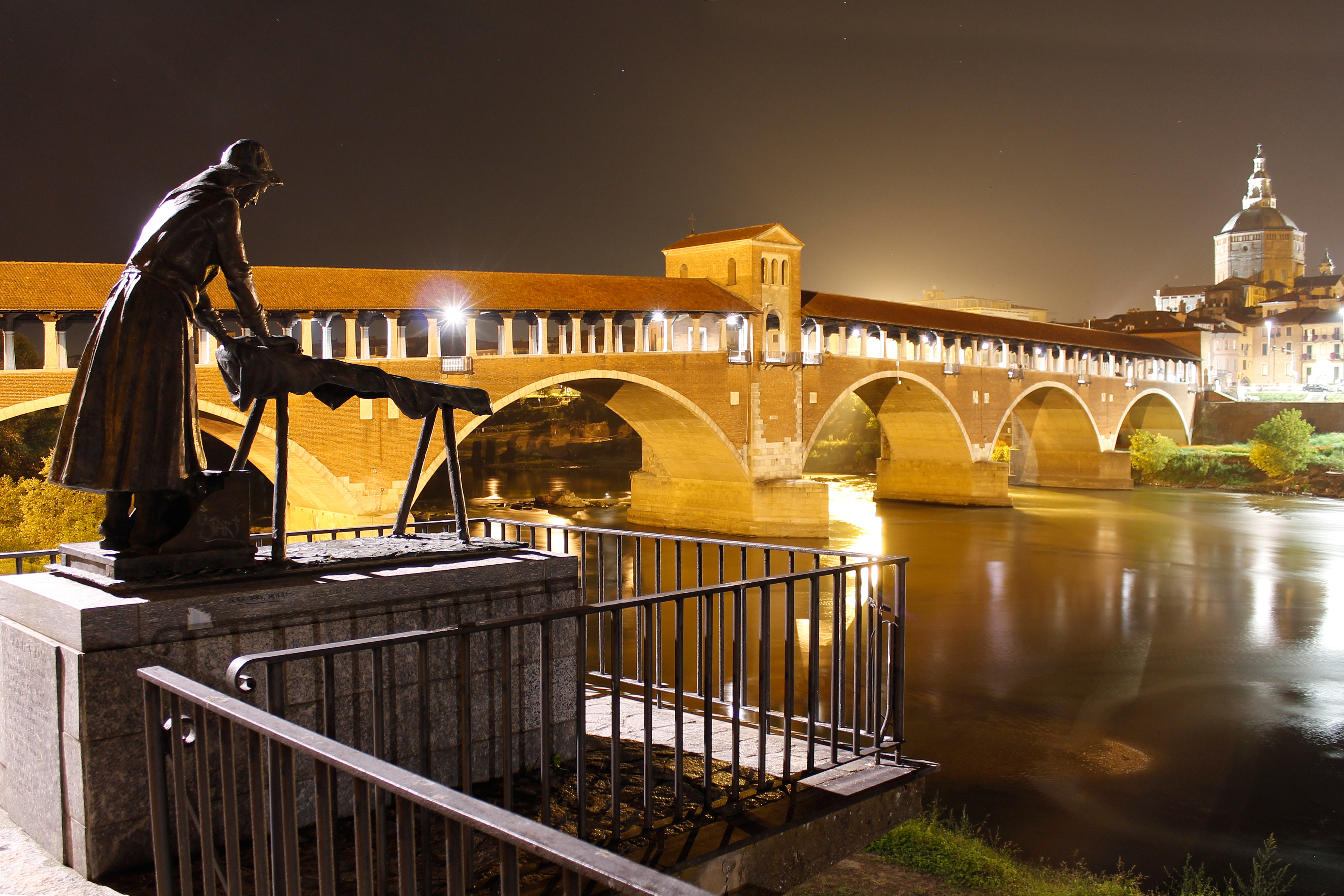
Monumento a la lavandera del Ticino en Pavía, Italia.
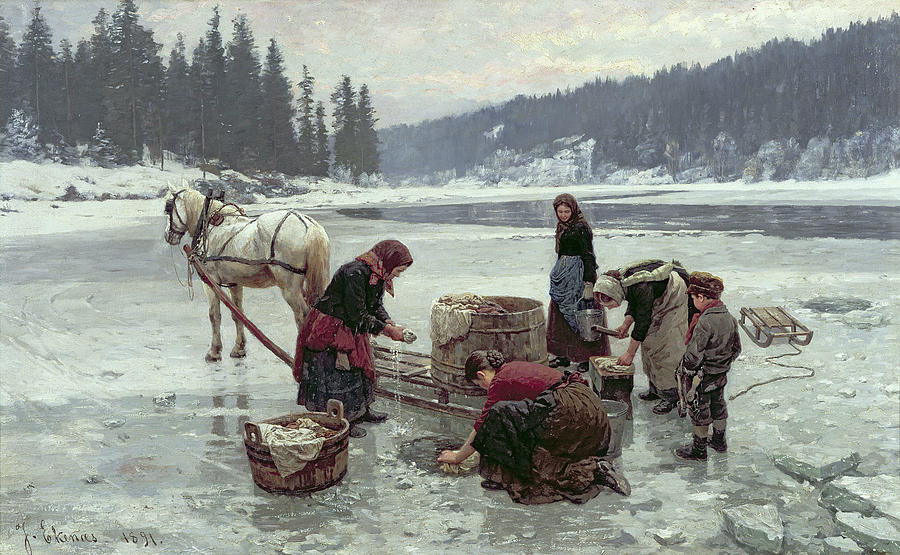
Lavanderas noruegas pintadas por Jahn Ekenaes en 1891.

### En la escultura

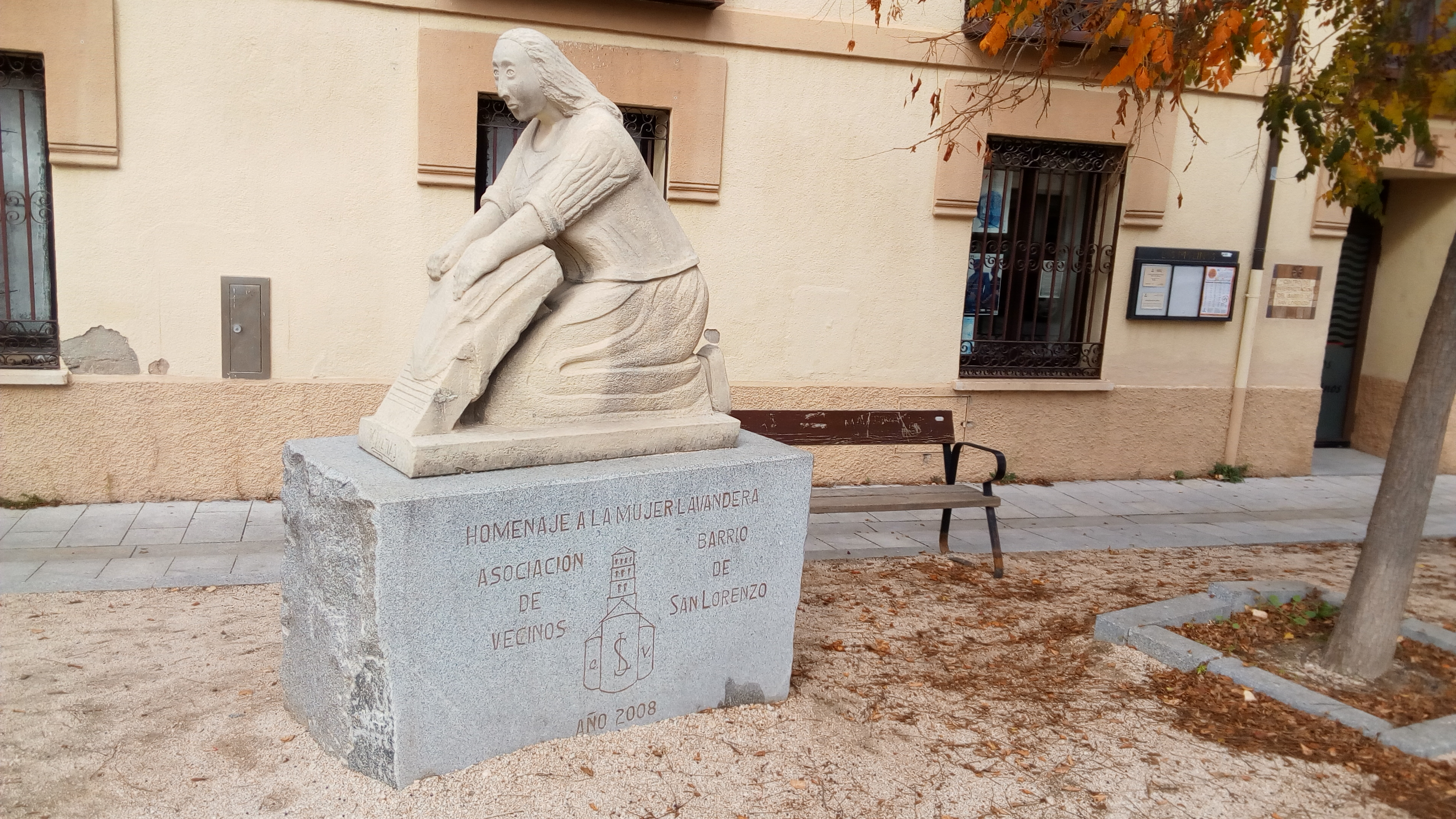
Homenaje a las lavanderas por la Asociación vecinal del Barrio de San Lorenzo, Segovia (España)

Además de los ejemplos ya anotados, de entre los numerosos escultores que han trabajado sobre el tema, pueden citarse casi al azar: Leonardo Bistolfi (1880), Josep Montserrat (1897), Louis Patriarche (ca. 1899), Pierre-Auguste Renoir (1916), Ásmundur Sveinsson (1937), Vassallo (1957), Giovanni Scapolla (Pavía, 1965), o Jim Demetro (Puerto Vallarta, 2008).

## Lavanderas legendarias
Entre el mito, la leyenda y lo literario histórico, se reúnen los casos y nombres de Felipa de Catanea, "la lavandera de Nápoles"; la fantasmagórica y popular lavandera del 25 de Mayo de 1810, de Buenos Aires; las banshees, lavandeiras y Llavanderes de la mitología de raíces celtas.